# HD 29173
HD 29173，又名BD-10 959，SAO 131335、HR 1460，是一颗恒星，视星等为6.37，位于銀經205.87，銀緯-34.63，其B1900.0坐标为赤經4h 30m 28.1s，赤緯-9° -34.63′ 33″。